# Rouxmesnil-Bouteilles
Rouxmesnil-Bouteilles é uma comuna francesa na região administrativa da Normandia, no departamento de Sena Marítimo. Estende-se por uma área de 5,62 km². Em 2010 a comuna tinha 1 875 habitantes (densidade: 333,6 hab./km²).